# Patrick Roy
Patrick Roy (* 5. října 1965, Québec) je bývalým brankářem severoamerické NHL a bývalý trenér klubu Colorado Avalanche. U příležitosti 100. výročí NHL byl v lednu 2017 vybrán jako jeden ze sta nejlepších hráčů historie ligy.

## Kariéra

### Montreal Canadiens
Stal se idolem mnoha začínajících brankářů v jeho rodném Québecu. Už odmalička snil, že by mohl chytat v NHL jako jeho vzor Daniel Bouchard, který mu věnoval brankářskou hůl. V osmi letech dostal k Vánocům gólmanské betony a od této chvíle myslel jen na lední hokej. Jako junior nastupoval v brance nejhoršího týmu Quebecké juniorské soutěže Granby Bisons. V zápasech musel čelit někdy i 70 střelám, ale i tato zkušenost mu dopomohla k růstu jeho brankářského umění. Byl draftován jako celkově 51. v roce 1984 Montrealem Canadiens, ale za Canadiens začal pravidelně nastupovat až v sezóně 1985/86.
Fanoušci Montrealu, přesyceni výhrami svého mužstva 50., 60. a 70. let, se najednou po odchodu famózního Kena Drydena začali strachovat o popularitu svého klubu. Plných 7 let Montreal nevyhrál proslulý Stanleyův pohár a následující rok 1986 se s tímto mužstvem nepočítalo. Avšak tým doslova nabytý nováčky, překvapil tím, že se vůbec kvalifikoval do play-off. Jasnými kandidáty na zisk poháru byli bezpochyby Edmontonští olejáři, v čele s Gretzkym, Messierem a Kurrim, ti však klopýtli ve druhém kole play-off s jejich rivaly Calgary Flames v sedmi zápasech. Mezitím se Montreal úspěšně protloukal play-off. Fanoušci Habs měli konečně jistotu v brance. Hrdinu s číslem 33 hlavně vyzdvihovaly jeho zázračné zákroky, a také zajímavé rituály s nimiž vstupoval do každého utkání. Zvykl si jíst to samé jídlo ve stejnou hodinu v den zápasu, upřeně se díval na svou branku v domnění, že ji zhypnotizuje a pomůže mu k udržení malé černé věci před brankovou čarou. Protahoval si krk jako pták při každém přerušení hry a škubal hlavou po každém úspěšném zásahu. Toho si všímali domácí fanoušci a než se začali ptát, stal se pro ně v hale Forum hokejovým hrdinou. Montreal se dostal do finále s týmem Calgary Flames. Tam byli úspěšnější zástupci východu Kanady a Montreal mohl slavit. Za své výtečné výkony v zápasech play-off si Svatý Patrick odnesl nejen tuto přezdívku, ale i Conn Smythe Trophy za nejužitečnějšího hráče ve vyřazovací části soutěže.
Zajímavostí určitě je, že Roy před sezónou neuměl anglicky, poněvadž v jeho rodném městě mluví tímto jazykem jen pět procent Quebečanů. A proto měl ze začátku trochu problémy hovořit s množstvím anglicky mluvících novinářů. Ve francouzštině vždy perfektně vysvětlil svoji hru v zápase, ovšem v angličtině odbyl odpověď pár slovy.
Roky ubíhaly a z Roye se stala jasná jednička v týmu Canadiens. Sezóna 1988/89 ho zastihla ve skvělé formě, Montreal s Royem v brance prohrál jen 5 utkání v základní části. Po sezóně získal za tento brilantní výkon mj. i Vezina Trophy jako nejlepší brankář základní části. V play-off doslova zářil, ale Montreal ztroskotal ve finále s mužstvem Calgary Flames v šesti zápasech. Ze tří následujících sezón vytěžil dvě Vezina Trophy a William M. Jennings Trophy.
V roce 1992 přišel k mužstvu nový trenér Jacques Demers a hra Montrealu se rapidně změnila. Mužstvo více útočilo, a méně bránilo. To se odrazilo i na průměru brankáře. Tým Canadiens postoupil do play-off z 6. místa. V prvním kole narazil na klub Québec Nordiques a první dva zápasy prohrál. V novinách si fanoušci mohli přečíst v titulcích: „Bitva brankářů – Hextall předčil Roye v obou zápasech“. Trenér brankářů Québec Nordiques, právě Daniel Bouchard, ten co obdaroval malého Patricka hokejkou, se o něm zmínil v tisku: „Patrick Roy je největší slabinou v týmu Canadiens.“ To Roye pěkně dopálilo. V následujících 11 zápasech Montreal neprohrál, hlavně zásluhou skvěle chytajícího Roye v brance Canadiens. Jeho tým se dostal do finále společně s Králi z LA. V prvním utkání v Montrealu Králové zvítězili 4:1 a zdálo se, že mužstvo Wayna Gretzkyho našlo recept na brankáře Roye. Ve druhém střetnutí kráčel hostující tým opět k vítězství. V 59. minutě vedl 2:1, ale osudné vyloučení útočníka Martyho McSorleyho, za neodpovídající zakřivení hokejky, znamenalo dvě trestné minuty a následně vyrovnávající gól domácího obránce Desjardinse. Tentýž hráč vstřelil v prodloužení vítěznou branku po 51 sekundách.
Pro mnoho lidí byl tento moment zlomovým v sérii. Montreal vyhrál další dvě utkání v Los Angeles opět v prodloužení. Po čtvrtém duelu se tisk zaobíral zajímavým postřehem kamer. Hluboko v prodloužení přikryl Patrick Roy kotouč lapačkou a útočník Tomas Sandstrom se snažil Roye vyprovokovat k nějaké chybě. Roy zdvihl hlavu a mrknul na Sandstroma. Tento okamžik se stal symbolem play-off 1993. Novináři se dožadovali vysvětlení této události. Podle samotného brankáře mělo toto gesto znamenat: „Unavený Tomasi? Já nikoliv!“ Jak by také mohl, vždyť se mu předminulou noc narodila dcera Jana. V pátém utkání na ledě haly Forum vyhrál domácí tým 4:1 a celou sérii rovněž 4:1 na zápasy. Patrick Roy, se kterým Canadiens zvítězili v play-off neuvěřitelných deset střetnutí v prodloužení, získal opět Conn Smythe Trophy a zpět své fanoušky, kteří mu vyčítali časté minely v klíčových zápasech. Canadiens vyhráli 24. Stanley Cup ve své historii a prozatím poslední.
Po vítězném play-off 1993 se nad Montrealem přehnala mračna v podobě neúspěchu ve vyřazovací části. V sezóně 1993/94 se Montreal probojoval do play-off, ovšem tam podlehl Bostonu Bruins v prvním kole 3:4 na zápasy. V této sérii měl Roy problémy se slepým střevem a chyběl Canadiens na jeden zápas. Ovšem místo toho, aby ležel na nemocničním lůžku, přemluvil doktory k prozatímní léčbě antibiotiky a vychytal svému mužstvu dvě důležitá vítězství. Ve staré Boston Garden měl Svatý Patrick 60 zásahů a jeho mužstvo vyhrálo 2:1 v prodloužení. Nakonec se ale z postupu radovali hráči Bostonu. Ve zkrácené sezóně 1994/95 se Kanadské mužstvo „Les Habitants“ vůbec poprvé s Royem v brance nedostalo do play-off. To byla pro fanoušky velká rána.
Nevyhnutelná výměna trenéra ( Jacquese Demerse vystřídal jeho asistent Mario Tremblay ) sice Montrealu trochu pomohla z krize, ale mužstvo zásluhou trenéra ztratilo důležitý pilíř v brance.
2. prosince 1995 se utkali Canadiens s Detroitem v domácí hale Montreal Forum, jejíž sláva poněkud pohasínala. Žádný divák onoho dne určitě netušil budoucí katastrofální výsledek. Detroitu vycházelo úplně všechno a po několika minutách vedl hostující celek 5:0. Patrick Roy se dožadoval střídání, ale Mario Tremblay jeho prosbu nevyslyšel. Branky Red Wings rychle přibývaly, stejně tak jako Royův vztek na trenéra. Teprve za stavu 9:0 pro Red Wings trenér odvolal gestem nešťastného brankáře z ledu. Ze střídačky pak brankář vrhal na Tremblayho nenávistné pohledy. Konečné skóre znělo: Montreal – Detroit 1:11. Po zápase Roy vrazil do kanceláře generálního manažera a ohlásil, že za Montreal odchytal poslední utkání. Vedení Canadiens brankáři vyhovělo a ten se stěhoval do Colorada Avalanche – mužstva, které vzniklo tuto sezónu s hráči zaniknuvšího týmu Nordiques právě z Royova rodného města Québecu.

### Colorado Avalanche
V novém městě, kde hokej rozhodně nepatří mezi nejoblíbenější sporty, chytal Roy nadprůměrně, ovšem nijak oslnivě. To vše jen do té doby, než Colorado postoupilo do play-off. V tom okamžiku se jeho hra výrazně zlepšila a mužstvo s ním nezadržitelně kráčelo k zisku Stanleyova poháru. Ve finále se tým z Denveru potkal s Floridou Panthers. Smetení Floridy 4:0 na zápasy však nevystihuje, jak obtížná série to byla. Nejvíc to dokládá čtvrté utkání na Floridě. Fanoušci Panthers měli v oblibě vhazovat umělohmotné krysy, vždy po dosažení gólu domácích hráčů. Ale právě čtvrtý duel se stal pro diváky zklamáním. Po 60 minutách ukazovala kostka nad ledem stav 0:0, a proto se muselo prodlužovat. Oba brankáři zabetonovali svoji klec a útočníci zahazovali jednu šanci za druhou. V době, kdy se divákům začaly zavírat oči, obránce Colorada Uwe Krupp vystřelil od modré čáry a překonal překvapeného Johna Vanbiesbroucka v brance Floridy. Utkání trvalo 104 minut, což jsou bez 16 minut dva zápasy za sebou. Patrick Roy udržel čisté konto, byť na něj mířilo 63 střel. Odchod z kanadského Montrealu se tedy jistě vyplatil. Colorado Avalanche ve své první sezóně 1995/96 slavilo titul.
I další sezóny se týmu z Denveru velmi dařilo, avšak vždy vypadl před branami finále. Patrick Roy, držící se stále na vrcholu, postoupil s lavinami na začátku nového milénia konečně do finále play-off. Tým New Jersey Devils, loňský vítěz poháru, vyzval laviny k souboji. Sedmi zápasová bitva nakonec určila jako vítěze Colorado Avalanche. Pro Patricka Roy to byl čtvrtý titul. Dále získal již třetí Conn Smythe Trophy, tím předčil dosavadní rekordmany Parenta, Orra, Gretzkyho a M. Lemieuxe s dvěma cenami. Následující rok Colorado opět sahalo po poháru, ovšem Haškův Detroit přehrál Colorado 4:3 na zápasy ve třetím kole play-off, kde Avalanche smolně vypadli hlavně zásluhou fantasticky chytajícího Haška. Tato sezóna byla pro Patricka skoro nejúspěšnější. Svůj průměr snížil na 1,96 branky na zápas. Stal se kandidátem na Vezina Trophy a Hart Memorial Trophy, ale obě ceny si odnesl mladý montrealský brankář José Théodore. Nabízí se otázka, jestli montrealští příznivci našli novou celebritu v brance „HABS“ v podobě José Théodora, tak jako před osmnácti lety v Patricku Roy. Jisté ovšem je místo Patricka Roy v prvním All Star týmu 2001/02. Sezóna 2002/03 uzavřela osmnáctiletou kariéru Svatého Patricka v NHL. A právě v této sezóně Roy odehrál svůj 1000. zápas v NHL. Jeho bilance se zdá neuvěřitelná: 1029 zápasů, 551 výher v základní části. V play-off opět zdaleka nejvyšší číslo odehraných zápasů – 247 a z toho plných 151 vítězství. Také stojí za připomenutí jeho skvělá hra v prodloužení. Vyhrál jich rovných 40 z 58. A takhle bychom mohli pokračovat s dalšími rekordy, které by pokryly několik řádků. V Coloradu se s ním rozloučili vytažením jeho dresu pod strop haly Pepsi Centre a vyřazením jeho magického čísla 33, které žádný jiný hráč v Coloradu nesmí používat. Nově byl jeho dres s číslem 33 vyřazen i ze sestavy týmu Montreal Canadiens a Patrick Roy byl v prvním možném termínu uveden i do Hokejové síně slávy.

## Ocenění a úspěchy
- 1985/1986 NHL All-Rookie Team
- 1985/1986, 1992/1993 a 2000/2001 Conn Smythe Trophy
- 1986/1987, 1987/1988, 1988/1989, 1991/1992 a 2000/2001 William M. Jennings Trophy
- 1987/1988, 1990/1991 NHL Druhý All-Star Team
- 1988/1989, 1989/1990, 1991/1992 Vezina Trophy
- 1988/1989, 1989/1990, 1991/1992 a 2001/2002 NHL První All-Star Team
- 2006 Hokejová síň slávy

## Statistiky

### Základní části
| Sezona        | Tým                  | Liga          | Z    | V   | P   | R/Pvp | MIN   | OG   | ČK | POG  | %ChS  |
| ------------- | -------------------- | ------------- | ---- | --- | --- | ----- | ----- | ---- | -- | ---- | ----- |
| 1981–82       | Ste-Foy Gouverneurs  | QAAA          | 40   | 27  | 23  | 10    | 2400  | 156  | 3  | 2.63 | —     |
| 1982–83       | Granby Bisons        | QMJHL         | 54   | 13  | 35  | 1     | 2808  | 293  | 0  | 6.26 | —     |
| 1983–84       | Granby Bisons        | QMJHL         | 61   | 29  | 29  | 1     | 3585  | 265  | 0  | 4.44 | —     |
| 1984–85       | Granby Bisons        | QMJHL         | 44   | 16  | 25  | 1     | 2463  | 228  | 0  | 5.55 | —     |
| 1984–85       | Montreal Canadiens   | NHL           | 1    | 1   | 0   | 0     | 20    | 0    | 0  | 0.00 | 1.000 |
| 1984–85       | Sherbrooke Canadiens | AHL           | 1    | 1   | 0   | 0     | 60    | 4    | 0  | 4.00 | .852  |
| 1985–86       | Montreal Canadiens   | NHL           | 47   | 23  | 18  | 3     | 2649  | 148  | 1  | 3.35 | —     |
| 1986–87       | Montreal Canadiens   | NHL           | 46   | 22  | 16  | 6     | 2681  | 131  | 1  | 2.93 | —     |
| 1987–88       | Montreal Canadiens   | NHL           | 45   | 23  | 12  | 9     | 2582  | 125  | 3  | 2.90 | .900  |
| 1988–89       | Montreal Canadiens   | NHL           | 48   | 33  | 5   | 6     | 2743  | 113  | 4  | 2.47 | .908  |
| 1989–90       | Montreal Canadiens   | NHL           | 54   | 31  | 16  | 5     | 3173  | 134  | 3  | 2.53 | .912  |
| 1990–91       | Montreal Canadiens   | NHL           | 48   | 25  | 15  | 6     | 2835  | 128  | 1  | 2.71 | .906  |
| 1991–92       | Montreal Canadiens   | NHL           | 67   | 36  | 22  | 8     | 3934  | 155  | 5  | 2.36 | .914  |
| 1992–93       | Montreal Canadiens   | NHL           | 62   | 31  | 25  | 5     | 3594  | 192  | 2  | 3.20 | .894  |
| 1993–94       | Montreal Canadiens   | NHL           | 68   | 35  | 17  | 11    | 3867  | 161  | 4  | 2.50 | .918  |
| 1994–95       | Montreal Canadiens   | NHL           | 43   | 17  | 20  | 6     | 2566  | 127  | 1  | 2.97 | .906  |
| 1995–96       | Montreal Canadiens   | NHL           | 22   | 12  | 9   | 1     | 1260  | 62   | 1  | 2.95 | .907  |
| 1995–96       | Colorado Avalanche   | NHL           | 39   | 22  | 15  | 1     | 2305  | 103  | 1  | 2.68 | .909  |
| 1996–97       | Colorado Avalanche   | NHL           | 62   | 38  | 15  | 7     | 3597  | 143  | 7  | 2.32 | .923  |
| 1997–98       | Colorado Avalanche   | NHL           | 64   | 31  | 19  | 13    | 3835  | 153  | 4  | 2.39 | .916  |
| 1998–99       | Colorado Avalanche   | NHL           | 61   | 32  | 19  | 8     | 3648  | 139  | 5  | 2.29 | .917  |
| 1999–00       | Colorado Avalanche   | NHL           | 63   | 32  | 21  | 8     | 3704  | 141  | 2  | 2.28 | .914  |
| 2000–01       | Colorado Avalanche   | NHL           | 62   | 40  | 13  | 7     | 3584  | 132  | 4  | 2.21 | .913  |
| 2001–02       | Colorado Avalanche   | NHL           | 63   | 32  | 23  | 8     | 3773  | 122  | 9  | 1.94 | .925  |
| 2002–03       | Colorado Avalanche   | NHL           | 63   | 35  | 15  | 13    | 3768  | 137  | 5  | 2.29 | .920  |
| NHL celkově   | NHL celkově          | NHL celkově   | 1029 | 551 | 315 | 131   | 60225 | 2546 | 66 | 2.54 | .910  |
| QMJHL celkově | QMJHL celkově        | QMJHL celkově | 159  | 58  | 89  | 3     | 8856  | 786  | 0  | 5.33 | —     |

### Play-off
| Sezona        | Tým                  | Liga          | Z   | V   | P  | MIN   | OG  | ČK | POG  | %ChS |
| ------------- | -------------------- | ------------- | --- | --- | -- | ----- | --- | -- | ---- | ---- |
| 1981–82       | Ste-Foy Gouverneurs  | QAAA          | 2   | 2   | 0  | 114   | 2   | 1  | 1.05 | —    |
| 1983–84       | Granby Bisons        | QMJHL         | 4   | 0   | 4  | 244   | 22  | 0  | 5.41 | —    |
| 1984–85       | Sherbrooke Canadiens | AHL           | 13  | 10  | 3  | 769   | 37  | 0  | 2.89 | —    |
| 1985–86       | Montreal Canadiens   | NHL           | 20  | 15  | 5  | 1215  | 39  | 1  | 1.93 | —    |
| 1986–87       | Montreal Canadiens   | NHL           | 6   | 4   | 2  | 330   | 22  | 0  | 4.00 | —    |
| 1987–88       | Montreal Canadiens   | NHL           | 8   | 3   | 4  | 428   | 24  | 0  | 3.36 | .889 |
| 1988–89       | Montreal Canadiens   | NHL           | 19  | 13  | 6  | 1206  | 42  | 2  | 2.09 | .920 |
| 1989–90       | Montreal Canadiens   | NHL           | 12  | 5   | 6  | 640   | 26  | 1  | 2.43 | .911 |
| 1990–91       | Montreal Canadiens   | NHL           | 13  | 7   | 5  | 785   | 40  | 0  | 3.06 | .898 |
| 1991–92       | Montreal Canadiens   | NHL           | 11  | 4   | 7  | 685   | 30  | 1  | 2.63 | .904 |
| 1992–93       | Montreal Canadiens   | NHL           | 20  | 16  | 4  | 1293  | 46  | 0  | 2.13 | .929 |
| 1993–94       | Montreal Canadiens   | NHL           | 6   | 3   | 3  | 374   | 16  | 0  | 2.56 | .930 |
| 1995–96       | Colorado Avalanche   | NHL           | 22  | 16  | 6  | 1453  | 51  | 3  | 2.10 | .921 |
| 1996–97       | Colorado Avalanche   | NHL           | 17  | 10  | 7  | 1033  | 38  | 3  | 2.21 | .932 |
| 1997–98       | Colorado Avalanche   | NHL           | 7   | 3   | 4  | 429   | 18  | 0  | 2.51 | .906 |
| 1998–99       | Colorado Avalanche   | NHL           | 19  | 11  | 8  | 1137  | 52  | 3  | 2.51 | .909 |
| 1999–00       | Colorado Avalanche   | NHL           | 17  | 11  | 6  | 1039  | 31  | 3  | 1.79 | .928 |
| 2000–01       | Colorado Avalanche   | NHL           | 23  | 16  | 7  | 1450  | 41  | 4  | 1.70 | .934 |
| 2001–02       | Colorado Avalanche   | NHL           | 21  | 11  | 10 | 1241  | 52  | 3  | 2.51 | .909 |
| 2002–03       | Colorado Avalanche   | NHL           | 7   | 3   | 4  | 423   | 16  | 1  | 2.27 | .910 |
| NHL celkově   | NHL celkově          | NHL celkově   | 247 | 151 | 94 | 15205 | 584 | 23 | 2.30 | .918 |
| QMJHL celkově | QMJHL celkově        | QMJHL celkově | 4   | 0   | 4  | 244   | 22  | 0  | 5.41 | —    |

### Reprezentace
| Rok                       | Tým                       | Turnaj                    | Z | V | P | R | MIN | OG | ČK | POG  | Úsp% |
| ------------------------- | ------------------------- | ------------------------- | - | - | - | - | --- | -- | -- | ---- | ---- |
| 1998                      | Kanada                    | ZOH                       | 6 | 4 | 2 | 0 | 369 | 9  | 4  | 1.46 | .935 |
| Seniorská kariéra celkově | Seniorská kariéra celkově | Seniorská kariéra celkově | 6 | 4 | 2 | 0 | 369 | 9  | 4  | 2.46 | .935 |